# 叶海亚·穆罕默德·哈米德丁
叶海亚·穆罕默德·哈米德丁·穆罕默德·穆塔瓦基勒（阿拉伯语：‎，1869年6月18日—1948年2月17日），即伊玛目叶海亚，伊斯兰教宰德派伊玛目，1918年成为也门王国首位伊玛目，于1904年至1948年统治今也门北部（即原北也门领土），共44年。
叶海亚出生时，其所属的宰德派拉西德家族已经统治今也门北部和沙特阿拉伯南部部分领土达900多年，但常常与名义上统治也门的奥斯曼帝国苏丹发生冲突。1904年，叶海亚继承其父穆罕默德之位，成为宰德派伊玛目，继续同奥斯曼帝国的武装敌对。1911年，叶海亚同奥斯曼帝国签订《达安条约》（Treaty of Daan），后者被迫容许也门宰德派伊玛目国自治 。
1918年，奥斯曼帝国于一战战败，陷入解体，叶海亚于是宣布也门独立，建立也门穆塔瓦基利亚王国，自任伊玛目，定都萨那。1919年，自萨那周边各部落抽调勇士，组建正规军，展开针对境内其他敌对部落的统一战争。1926年，终于统一也门北部。同年，叶海亚同意大利签订《萨那条约》，意大利承认叶海亚的伊玛目地位，同时承认其对亚丁拥有主权。1928年，同苏联签订友好和商务条约。1934年，由于阿西尔地区归属问题同沙特家族发生冲突，致使沙特军队入侵也门。最终，双方签订《塔伊夫条约》，也门将蒂哈马和奈季兰割让予沙特阿拉伯王国。二战期间，也门疏远此前试图控制也门的意大利，保持中立，并于1943年同意大利断交。
叶海亚在也门建立君主专制和政教合一的统治，在国内确立绝对权威，并委派其子嗣担任各省总督，建立家族统治。
1948年2月17日，也门王国爆发政变，叶海亚被敌对部落人士刺杀，子艾哈迈德·本·叶海亚·哈米德丁即位。叶海亚的死在当时的阿拉伯世界造成一定轰动，约旦国王阿卜杜拉将他的死与第三任哈里发奥斯曼相比。